# Julian Velisek
Julian Velisek (* 23. Februar 2000) ist ein österreichischer Fußballspieler.

## Karriere
Velisek begann seine Karriere beim FC Olympique Klosterneuburg 05. 2011 wechselte er zum SV Langenrohr. 2013 kam er in die Jugend des SV Horn. Im selben Jahr wechselte er zum FC Admira Wacker Mödling. 2014 kam er in die AKA St. Pölten, in der er bis 2018 spielte.
Zur Saison 2018/19 wechselte er zum Zweitligisten SV Horn. Sein Debüt in der 2. Liga gab er im August 2018, als er am vierten Spieltag jener Saison gegen den SV Lafnitz in der Halbzeitpause für Lukas Denner eingewechselt wurde.
Zur Saison 2020/21 wechselte er zum Regionalligisten FC Marchfeld Donauauen.